# Malcolm Ross (linguiste)
Pour les articles homonymes, voir Malcolm Ross et Ross.
Malcolm David Ross, né le 3 mai 1942 à Londres, est un linguiste australien, professeur à l’université nationale australienne. Ses travaux portent principalement sur les langues austronésiennes et papoues, la linguistique historique et les contacts entre langues.